# Vlag van Busan

Vlag van Busan

De vlag van Busan bestaat uit een witte achtergrond waarop het provincielogo is afgebeeld. De vlag is in huidige vorm sinds 16 mei 2023 in gebruik. De initialen B en S van Busan werden gevormd als motieven en symboliseerden de visionaire waarden van Busan door middel van hoekige kleuren. De natuurlijke verbinding tussen paars (magenta) en blauw (cyaan) symboliseert de inclusie en eenheid van de inwoners van Busan, en het gebruik van driedimensionale kleuren creëert een driedimensionale weergave van de soepele verbinding tussen het verleden, heden en de toekomst van Busan.

## Vorige vlaggen
De eerste vlag werd op 31 mei 1962 aangenomen, en bestaat uit een blauwe achtergrond waarop het gouden embleem is afgebeeld. De letter V staat voor overwinning of vooruitgang, De vorm Ɐ (Oryukdo), een afkorting voor Busan, symboliseert de stad Busan.
De tweede vlag werd op 11 april 1995 aangenomen, en bestaat uit een blauwe achtergrond waarop het oud provincielogo is geplaatst. De bovenste driehoek staat voor het universum, de ruimte en de schepping, en de onderste voor de zee en de achtergrond van Busan. En de twee golven betekenen zich verspreiden naar de wereld en de toekomst. Het geheel symboliseerde de kracht en vitaliteit.

Eerste vlag (31 mei 1962 - 11 april 1995)
Tweede vlag (11 april 1995 - 16 mei 2023)